# Округ Адамс (Ајдахо)
Округ Адамс (енгл. Adams County) је округ у америчкој савезној држави Ајдахо.

## Демографија
По попису из 2010. године број становника је 3.976, што је 500 (14,4%) становника више него 2000. године.
| Група             | 2000.         | 2010.         |
| Белци             | 3.318 (95,5%) | 3.768 (94,8%) |
| Афроамериканци    | 2 (0,1%)      | 5 (0,1%)      |
| Азијати           | 5 (0,1%)      | 16 (0,4%)     |
| Хиспаноамериканци | 54 (1,6%)     | 94 (2,4%)     |
| Укупно            | 3.476         | 3.976         |